# Instituto Histórico e Geográfico de Santos
O Instituto Histórico e Geográfico de Santos, localizada na cidade litorânea de Santos, no estado brasileiro de São Paulo.

## Histórico
Foi fundado em 19 de janeiro de 1938, com sede na Avenida Conselheiro Nébias e teve como seus idealizadores Francisco Martins dos Santos, Edmundo Amaral, Costa e Silva Sobrinho e Júlio Conceição e 30 titulares fundadores que representavam a elite cultural de Santos.
O instituto teve suas atividades culturais marcantes, sua sede ampliada, seus arquivos organizados e criou-se um museu chamado Júlio Conceição. Foi também reconhecido como utilidade pública e teve sua escritura lavrada em 1943.
Após a morte de Francisco Martins foi inaugurada a sua fotografia na sala de reunióes para homenageá-lo.
Atualmente o instituto administra o museu Júlio Conceição e um grande acervo de livros em uma biblioteca pública.